# Taylor Twellman
Taylor Timothy Twellman, né le 29 février 1980 à Minneapolis, est un ancien joueur américain de soccer jouant au poste d'attaquant.

## Biographie

### En équipe nationale
Il a connu sa première sélection le 17 novembre 2002 lors d'un match contre le Salvador. Il s'est distingué le 29 janvier 2006 en marquant trois buts contre la Norvège. Toutefois il n'a pas été retenu par le sélectionneur Bruce Arena pour la Coupe du monde 2006.

## Palmarès

### Collectif
- États-Unis
  - Vainqueur de la Gold Cup en 2007

- Revolution de la Nouvelle-Angleterre
  - Finaliste de la Coupe MLS en 2002, 2005 et 2006
  - Vainqueur de la Coupe des États-Unis en 2007
  - Vainqueur de la SuperLiga en 2008

### Individuel
- Meilleur joueur de MLS en 2005
- Meilleur buteur de MLS en 2005
- Nommé dans le Meilleur XI de la MLS en 2002 et 2005

## Famille
Taylor Twellman est issu d'une famille de sportifs.
Son grand-père, Jim Delsing, est un ancien joueur professionnel de baseball. Il passe dix saisons en MLB. Son père, Tim, évolua au sein de différentes équipes de la NASL (l'ancien championnat de soccer des États-Unis). Enfin son frère cadet, James, a joué au poste de défenseur pour le Dynamo de Houston. Il est d'origine algérienne, de par sa grand-mère maternelle, originaire de Tizi Ouzou.